# Martin Mystery
Martin Mystery (en francès Martin Mystère) és una sèrie animada produïda per la companyia francesa Marathon i emesa per Jetix (i més tard, Disney XD a Espanya, Discovery Kids als Estats Units, Rai Due a Itàlia i Nickelodeon a Hispanoamèrica. Basat en la sèrie d'històries italiana Martin Mystère.
S'ha emès en català al K3 i al Canal Super3.

## Sinopsi[calcitació]
La sèrie animada reinventa el personatge d'un còmic titulat "Martin Mystery", qui amb la seva germanastra (el pare d'ell va contraure matrimoni amb la mare d'ella) Diana Lombard, estudia a l'Acadèmia Torrington, un institut a Sherbrooke, Quebec. Tots dos joves treballen per una organització secreta, el Centre, que protegeix de manera confidencial la gent de la Terra contra amenaces extraterrestres i sobrenaturals. No tots els que treballen per l'organització són humans. El petit i verd Billy és un dels millors amics d'en Martin. En Java treballa a la cafeteria de l'institut de la Diana i en Martin; ell és un cavernícola de fa 20 mil anys. Respecte al Centre, l'extens coneixement d'en Martin i la seva intuïció sobrenatural, compensen la seva falta d'higiene personal i el seu enorme ego. Diana pateix aquestes qualitats ocasionalment, ja que en Martin no sembla adonar-se de la serietat de les seves missions; però ella l'estima com si fos el seu germà de veritat. Com a ironia, en Martin i la Diana són parella a la versió original dels còmics, i no germanastres.
La Diana és molt propensa a dur-se ensurts a les missions i tendeix a convertir-se en una víctima a la qual en Martin ha de rescatar. Junts formen un equip investigador excel·lent que ha de fer front a una sèrie d'horrors i perills.
El 2004, la sèrie va començar les seves retransmissions als canals YTV i VRAK al Canadà en anglès i francès, respectivament. El maig de 2005, Nickelodeon va començar a retransmetre la sèrie, i en van prescindir a l'agost del mateix any. A Llatinoamèrica es va emetre per Nickelodeon Llatinoamèrica des del maig de 2004, i a finals del 2006, es va deixar d'emetre per raons desconegudes, però la seva emissió va continuar a mitjans de 2007 els dissabtes i diumenges. Al novembre del mateix any, la sèrie va deixar d'emetre's. La sèrie és produït per Marathon (productora francesa amb seu a París), que també produeix Espies de veritat i Team Galaxy. Com Espies de veritat, Martin Mystery té un estil evocador de l'Anime, encara que es produeix a Europa. Personatges semblants a Martin i els seus enemics han aparegut com cameos dintre d'Espies de veritat, a capítols com "Súper agent".

## Personatges principals[calcitació]
Martin Mystery
En Martin és justament com qualsevol jove de 16 anys i té una passió salvatge pel fet paranormal. Després de solucionar involuntàriament un gran misteri, va ser reclutat pel Centre. Sigui a l'escola o a una missió, ell segueix sent sempre el mateix adolescent immadur i ple d'energia. Ell no s'ho pensa dos cops a l'hora de posar-se en perill, i sovint és per ajudar. En Martin té un amor peculiar per tot allò fangós i desagradable - les coses que empipen la Diana. El protagonista adora jugar-li males passades a la seva germanastra, que pren represalies sovint amb abús físic. Com a líder de l'equip, en Martin és l'únic que utilitza un Rellotge-U.
Diana Lombard
La Diana és una noia seriosa, racional i estricta de 16 anys amb res en comú amb el seu germanastre. Com agent del Centre, ella s'esforça per donar-li un toc de serietat a la vida d'en Martin, i és el seu contrapunt femení a les investigacions. Ella és ocasionalment poruga a les missions, però demostra un gran valor quan és necessari. La Diana no comparteix el gust d'en Martin pel fet paranormal i intenta explicar els fets amb lògica. La jove realment pateix en tractar de mantenir amb la calma amb el seu irresponsable germanastre, al qual generalment bufeteja i pega. Normalment la veiem amb dos clips al cabell i la seva petita motxilla lila. La seva millor amiga és la Jenni.
Java el cavernícola
En Java és un cavernícola de 200 mil anys d'antiguitat. Va ser recreat juntament amb altres éssers de la prehistòria mitjançant tecnologia d'incubació a partir d'un fòssil gràcies a un científic que planejava utilitzar-lo a ell i a altres espècies per sembrar el caos al món i transportar-lo a l'època d'en Martin i la Diana, quedant atrapat a ella, per després ser capturat pel Centre. En trobar-lo, en Martin decideix alliberar-lo, fent-se aquest amic dels dos joves a l'instant. Treballa a Torrington com a cuiner i conserge. Ell els hi ajuda i la seva força bruta és molt útil a l'hora de lluitar contra enemics monstruosos o trencant portes i panys. Amant de les aranyes, en Java té molta por dels gats, les altures i no pot nedar. A més de ser el membre més silenciós de l'equip (tot i que al llarg de tota la sèrie descobrim una part d'en Java més sociable i fins i tot bromejant), el seu català és molt bàsic. En Java és, tanmateix, una font de comèdia a causa de les seves reaccions davant diferents escenaris associats amb la seva por a la tecnologia moderna, tot i que amb el temps s'acostuma a les tecnologies que li agraden i afronta amb violència aquelles que li fan sentir incòmode (per exemple, perdre una partida a un videojoc portàtil).
M.O.M.
Com a directora del Centre, ella supervisa la investigació d'activitats paranormals a través del món; en Martin és un dels seus agents preferits. El seu nom de veritat és desconegut, encara que ella ha utilitzat el nom d'Olivia Mandell, derivant les inicials de MOM (Mystery Organization Manager, o en català, "Gerent de l'organització del misteri"). Abans de treballar al Centre, ella conduïa un camió de gelats. Seria i inflexible, ella ha de bregar amb en Martin, qui fa volar cada aparell en el qual ella està treballant quan aquest és trucat a la seva oficina. Tot i el seu reservat sentit de l'humor, ella és en realitat -en paraules d'en Billy- un autèntic "animal fester", ja que algunes nits l'oficina de la M.O.M es transforma en un club nocturn.
Billy
Un petit àlien verd que treballa pel Centre com a secretari personal de la M.O.M. El seu paper és generalment de suport; apareix del no-res i en qualsevol moment d'una missió, sigui per donar informació valiosa o per fer anàlisi de qualsevol substància enviada pel Martin. A la segona temporada, en Billy va ser desemmascarat com un temible guerrer extraterrestre conegut com a Ganthar, el qual va deixar enrere la violència; raó per la qual mai acompanya els altres tres agents. Va arribar a la terra a l'incident de Roswell i posteriorment va adoptar una disfressa humana per acompanyar en Martin i la Diana a Torrington.

## Personatges secundaris[calcitació]
Marvin
Nemesi d'en Martin i amor platònic de la Diana. És un personatge a qui li agraden els esports extrems i pot fer el mateix que en Martin (i millor). Va descobrir les identitats dels dos protagonistes i va ser cridat per la M.O.M per ser un dels seus agents, però després de ser sabotejat pel Martin, va ser enviat a la base del Centre al Pol Nord. En Martin n'està molt gelós d'ell.
Jenni Anderson
Ella és l'amor no correspost d'en Martin; per la Jenni, ell sempre ha estat un noi immadur, estrany i gens triomfador. És una de les joves més boniques de Torrington i encara que generalment, ella considera que en Martin és un "pal de golf", hi ha èpoques a les quals ella està interessada en ell i persegueix una relació amb el jove. Desafortunadament, mai duren perquè esborren la seva ment o en Mystery ho fa tot malbé. Altre problema per en Martin és que ella és una de les moltes noies que estan enamorades d'en Marvin.
Gerard Mystery
Pare d'en Martin i la Diana. Ell és un científic molt racional, que passa molt de temps al camp. Considera qualsevol cosa relacionada amb els fets paranormals bajanades. A la segona temporada descobreix l'existència del Centre.
Caitlin
La Caitlin és una jove de cabell curt i negre que va ser xicota d'en Martin per un temps molt breu. La consideren una versió d'ell en noia i comparteixen molts interessos, com la passió pels videojocs, els còmics i les pel·lícules de terror.

## Ultrarellotge[calcitació]
Com a líder de l'equip, en Martin utilitza un aparell anomenat Ultra-rellotge; és una peça d'equip essencial per l'èxit de les missions i també serveix per contactar amb el Centre. Les seves funcions bàsiques són:
Índex de llegendes: Una base de dades amb cada monstre i criatura coneguts pel Centre.
Anàlisi de baba (Llim-escàner): Analitza mostres de llim desconegut; és la funció més utilitzada pel Martin.
Bio-explorador (Bio-escàner): Analitza qualsevol residu biològic i envia tota la informació a la base de dades del Centre.
Bastó X (Perxa): Llença una xarxa per capturar criatures. Pot estendre's per combatre cos contra cos. En Martin utilitza la perxa com un búmerang a alguns capítols.
Ulleres alfa: Unes ulleres amb llum integrada, ideals per llocs obscurs.
Turboliana (Ganxo): Una corda amb un ganxo que permet sortir de llocs confinats.
Tallador I (Ganivet Làser): Un làser de calor capaç de tallar el que sigui. En Martin utilitza aquesta eina com a estufa a alguns capítols.
Escut U (Ultra Escut): Un aparell capaç de generar un camp resistent a danys. Pot cobrir un quart complet i a vegades serveix com a subministrador d'oxigen.
Localitzador (GPS): Un aparell que serveix per rastrejar coses. Es basa en la informació del Centre.
La M.O.M utilitza el seu propi rellotge, el Rellotge Ultra U, el qual té la capacitat d'obrir portals. Existeix també una versió millorada de l'Ultra-rellotge, el Rellotge X, el qual és donat als agents de major rang. Té funcions addicionals, com els hologrames, l'ultra-raig concentrat i els rajos X.

## Crossover
La caricatura d'origen canadenc "Totally Spies" (Espies de veritat), va presentar a l'episodi catorze de la seva cinquena temporada un crossover de les dues sèries. L'episodi va ser anomenat «Totally Mystery Much?» (en català «¿Massa Misteri?»).

## Doblatge[2]
| Personatge            | Veu en anglès  | Veu en català         |
| --------------------- | -------------- | --------------------- |
| Martin Mystery        | Samuel Vincent | Albert Trífol Segarra |
| Diana Lombard         | Kelly Sheridan | Marta Barbarà         |
| Java 'el cavernícola' | Dale Wilson    | Ramon Canals          |
| Billy                 | Dale Wilson    | Joan Pera             |